# Kaap Lopatka

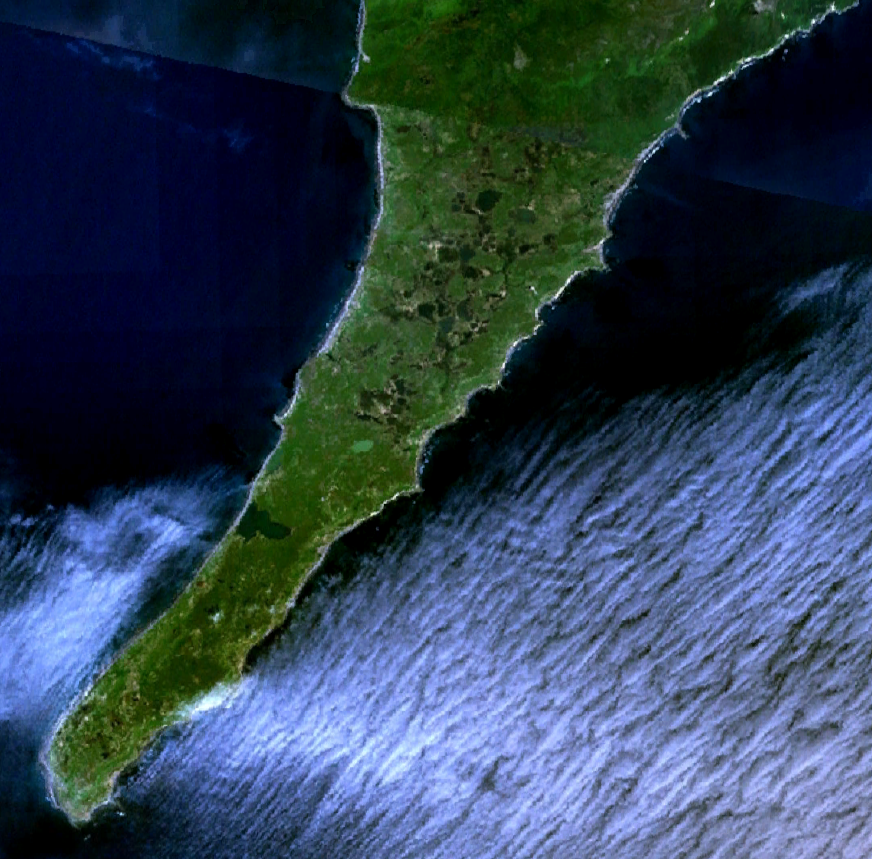
Satellietbeeld van Kaap Lopatka

Kaap Lopatka (Russisch: мыс Лопатка) is een kaap die het uiterste zuidpunt vormt van het Russische schiereiland Kamtsjatka. De kaap kent weinig reliëf en bestaat vooral uit toendra. Het hele jaar door waait er een sterke wind. Op de kaap bevinden zich een grenspost en een meteorologisch station. Eerder bevonden zich er ook een aantal plaatsen, maar deze zijn intussen verlaten.
Ongeveer 15 kilometer ten zuidwesten van de kaap ligt het Koerileneiland Sjoemsjoe.